# Teresa Stadlober
Teresa Stadlober, född 1 februari 1993 i Radstadt, är en österrikisk längdskidåkare. Vid de olympiska vinterspelen 2022 i Peking tog hon brons i skiathlon. Stadlober är dotter till före detta längdskidåkaren Alois Stadlober och före detta alpinåkaren Roswitha Steiner. Hennes bror, Luis Stadlober, är också före detta längdåkare.

## Biografi
Stadlober debuterade i tyska Hinterzarten 2010 i junior-VM där hon blev 24:a i skiathlon och 18:e över 5 km klassiskt. Hon deltog också i junior-VM åren 2011 och 2012 med goda resultat. Som sistaårsjunior 2013 tog hon guld i skiathlonloppet och silver över 5 km fristil under junior-VM i tjeckiska Liberec.
Stadlober blev uttagen till Världsmästerskapen i nordisk skidsport 2013 i Val di Fiemme där hon fick köra både skiathlonloppet och 10 km fristil som slutade med 29:e respektive 26:e plats. Hon deltog även i det österrikiska stafettlaget som slutade på 11:e plats.
Säsongen 2014 åkte Stadlober stora delar av världscupen. Som bäst slutade hon på en 20:e plats i Holmenkollens tremil. I den totala världscupen blev det en 72:a plats. Hon tog brons i skiathlon-loppet under U23 VM och slutade på 9:e plats över 10 km klassiskt.
Stadlober fick en plats till Olympiska vinterspelen 2014 i Sochi där hon blev 37:a i skiathlonloppet och 20:e på tremilen i fristil. Hon deltog även i stafetten och sprintstafetten där de österrikiska laget slutade på 13:e respektive 9:e plats.
Vid de olympiska vinterspelen 2018 i Pyeongchang gick Stadlober mot medalj i tremilen men åkte fel med knappt en mil kvar och slutade på en 9:e plats. Fyra år senare på OS i Peking 2022 vann hon brons i skiathlon, endast slagen av Therese Johaug och Natalja Neprjajeva.

## Resultat

### Världscupen

#### Individuella pallplatser
Stadlober har tre individuella pallplatser i världscupen: en andraplats och två tredjeplatser.
| Säsong  | Datum           | Plats         | Disciplin          | Placering |
| ------- | --------------- | ------------- | ------------------ | --------- |
| 2017/18 | 6 januari 2017  | Val di Fiemme | 10 km masstart (K) | 3:a       |
| 2017/18 | 7 januari 2017  | Val di Fiemme | 9 km jaktstart (F) | 2:a       |
| 2019/20 | 25 januari 2020 | Oberstdorf    | 15 km skiathlon    | 3:a       |

### Olympiska spel
| Tävling          | 10 km | Skiathlon | 30 km | Sprint | Stafett | Lagsprint |
| ---------------- | ----- | --------- | ----- | ------ | ------- | --------- |
| Sotji 2014       | —     | 36:e      | 20:e  | —      | 12:e    | 8:e       |
| Pyeongchang 2018 | 9:e   | 7:e       | 9:e   | —      | —       | 14:e      |
| Peking 2022      | 9:e   | Brons     |       | —      | —       |           |

### Världsmästerskap
| Tävling            | 10 km | Skiathlon | 30 km | Sprint | Stafett | Lagsprint |
| ------------------ | ----- | --------- | ----- | ------ | ------- | --------- |
| Val di Fiemme 2013 | 26:e  | 29:e      | —     | —      | 11:e    | —         |
| Falun 2015         | 25:e  | 21:a      | 13:e  | —      | —       | —         |
| Lahtis 2017        | 12:e  | 6:e       | 8:e   | —      | —       | —         |
| Seefeld 2019       | 8:e   | —         | 8:e   | —      | —       | —         |
| Oberstdorf 2021    | 9:e   | 4:e       | 5:e   | —      | —       | —         |